# قطعنامه ۱۰۵ شورای امنیت
قطعنامه  ۱۰۵ شورای امنیت سازمان ملل متحد که در تاریخ ۲۸ جولای ۱۹۵۴ تصویب شد، سندی بین‌المللی دربارهٔ دیوان بین‌المللی دادگستری است. این قطعنامه طی نشست ۶۷۷ام  موافق،  مخالف و  ممتنع تصویب شد.